# Somos cinco mil
 (mars 2022).
La mise en forme du texte ne suit pas les recommandations de Wikipédia : il faut le « wikifier ».
Les points d'amélioration suivants sont les cas les plus fréquents. Le détail des points à revoir est peut-être précisé sur la page de discussion.
- Les titres sont pré-formatés par le logiciel. Ils ne sont ni en capitales, ni en gras.
- Le texte ne doit pas être écrit en capitales (les noms de famille non plus), ni en gras, ni en italique, ni en « petit »…
- Le gras n'est utilisé que pour surligner le titre de l'article dans l'introduction, une seule fois.
- L'italique est rarement utilisé : mots en langue étrangère, titres d'œuvres, noms de bateaux, etc.
- Les citations ne sont pas en italique mais en corps de texte normal. Elles sont entourées par des guillemets français : « et ».
- Les listes à puces sont à éviter, des paragraphes rédigés étant largement préférés. Les tableaux sont à réserver à la présentation de données structurées (résultats, etc.).
- Les appels de note de bas de page (petits chiffres en exposant, introduits par l'outil «  Source ») sont à placer entre la fin de phrase et le point final[comme ça].
- Les liens internes (vers d'autres articles de Wikipédia) sont à choisir avec parcimonie. Créez des liens vers des articles approfondissant le sujet. Les termes génériques sans rapport avec le sujet sont à éviter, ainsi que les répétitions de liens vers un même terme.
- Les liens externes sont à placer uniquement dans une section « Liens externes », à la fin de l'article. Ces liens sont à choisir avec parcimonie suivant les règles définies. Si un lien sert de source à l'article, son insertion dans le texte est à faire par les notes de bas de page.
- La présentation des références doit suivre les conventions bibliographiques. Il est recommandé d'utiliser les modèles {{Ouvrage}}, {{Chapitre}}, {{Article}}, {{Lien web}} et/ou {{Bibliographie}}. Le mode d'édition visuel peut mettre en forme automatiquement les références.
- Insérer une infobox (cadre d'informations à droite) n'est pas obligatoire pour parachever la mise en page.

Pour une aide détaillée, merci de consulter Aide:Wikification.
Si vous pensez que ces points ont été résolus, vous pouvez retirer ce bandeau et améliorer la mise en forme d'un autre article.

Estadio Chile, Somos Cinco Mil ou Canto que mal me sales, est le nom d'un poème et d'une chanson attribués à Víctor Jara, créés le 15 septembre 1973, quelques heures avant sa mort,,,. Jara a été torturé et assassiné à l'Estadio Chile par l'Armée du Chili à Santiago après le coup d'État du 11 septembre 1973. Après la dictature militaire, le stade a été rebaptisé Stade Víctor-Jara.

## Histoire
Le 11 septembre 1973, Víctor Jara se trouve à l'Université Technique d'État (UTE), où il est arrêté avec d'autres professeurs, élèves et fonctionnaires. Il est conduit à l'Estadio Chile, converti en centre de détention par les militaires. Reconnu par les soldats, il est torturé à plusieurs reprises (brûlures par cigarette, doigts cassés, langue coupée, simulations d'exécution).
Après quatre jours de détention, le 15 septembre 1973, Víctor Jara a demandé à l'avocat et chef du Département du Personnel de l'UTE Boris Navia un livret dans lequel il a écrit, avant d'être interrompu par deux soldats,. Les autres détenus ont été déplacés au centre de détention du Stade National, où Navia a découvert que Víctor Jara n'a pas écrit une note pour son épouse, mais le poème Estadio Chile.
Comme suggéré par Ernesto Araneda, Navia a réalisé deux copies du poème en colis de cigarettes Hilton,. Il a conservé le manuscrit original et a transmis les copies à un étudiant et un médecin qui retrouvent la liberté. La copie de l'étudiant sur laquelle est écrit Víctor Jara est retrouvée et il est contraint de dénoncer sa provenance. Le juriste est torturé avec des coups électriques, et le poème qu'il cachait dans sa chaussure est confisqué. Le médecin libéré parvient quant à lui à sortir la copie du manuscrit et à la livrer à des dirigeants communistes dans la clandestinité. Le poème se trouve alors à l'étranger, une organisation péroniste de Buenos Aires étant la première à le recevoir. Une copie dactylographiée est livrée à l'écrivain chilien Camilo Taufic, qui la publie dans le livre Chile en la hoguera en 1974, œuvre diffusée clandestinement à Santiago,.
Le poème est exporté en Europe par les épouses des membres du groupe Quilapayún, qui entament leur exil en octobre 1973. L'épouse de Víctor Jara, Joan Jara, a reçu de leur part une copie du poème, se chargeant de le partager par l'intermédiaire de quelques célébrités. Joan Jara a raconté sa recherche concernant les derniers jours de son mari dans ses essais et dans ses mémoires publiés en 1984 intitulés Une Canción Inacabada. 
Le poème est exposé comme peinture murale dans l'entrée du Musée de la Mémoire et des Droits de l'homme à Santiago, œuvre de l'artiste Jorge Tacla.

## Autres versions
Le musicien de folk américain Pete Seeger l'a interprété lors de Friends of Chile Benefit Concert à New York en 1974,. Seeger l'a enregistré sur son disque Banks of marble and other songs de 1974,.
Le groupe chilien Tiemponuevo l'a enregistré aux Pays-Bas sur son disque Dit is Tiempo Nuevo de 1976, avec la participation de Payo Grondona,. Isabel Parra a réalisé une interprétation à capella du poème.
Le poème a été mis en musique et interprété par Angel Parra, León Gieco (avec Pete Seeger).
En 1975, la compositrice chilienne Leni Alexander a composé une œuvre symphonique consacrée à la mémoire de Jara, intitulée Se perdieron en el espacio de las estrellas, en référence au septième vers du poème. 